# Irene Montalà
Irene Montalà (Barcelona, España; 18 de junio de 1976) es una actriz española conocida principalmente por su participación en series de televisión como El internado, El barco y La verdad entre otras.

## Biografía
Nació en el distrito de Nou Barris de Barcelona en 1976. Es hija de la también actriz Mercè Montalà, conocida por su participación en El cor de la ciutat y por doblar a numerosas actrices estadounidenses como Julia Roberts, Michelle Pfeiffer y Emma Thompson entre otras. Estudió interpretación con Txiqui Berrando y Manuel Lillo. También tiene estudios de baile y canto. Sus idiomas maternos son el español y el catalán, aunque también ha estudiado inglés y francés (nivel superior).
Empezó su andadura como actriz en televisión en series de la televisión autonómica catalana como Poblenou, Estació d'enllaç y Temps de silenci. En el cine, empezó con papeles de reparto en las películas Fausto 5.0 de Àlex Ollé (2001), Una casa de locos de Cédric Klapisch (2002) y Lo mejor que le puede pasar a un cruasán de Paco Mir (2003).
En 2002 participó en la serie Por palabras como Bárbara, que no llegó a hacerse. Uno de sus primeros papeles recurrentes fue en la serie Mirall trencat, donde interpretó a Sofía, la hija de la protagonista. En 2004 apareció de forma esporádica en la serie Cuéntame como pasó (La 1), donde interpretó a Mila (fotógrafa, novia de Toni Alcántara). Entre 2006 y 2007 protagonizó Mar de fons, emitida en TV3. En 2006 fue protagonista de la película Tu vida en 65' de la cineasta María Ripoll.
En 2007 volvió a la televisión nacional con la serie de Telecinco RIS Científica, que no fue renovada por sus discretos índices de audiencia. En 2008 fichó por la segunda temporada de la serie Herederos, en La 1, la exitosa serie de la cadena pública, en la que coincidió con grandes actores como Concha Velasco o Carme Elías.
Donde realmente se dio a conocer fue al fichar por El internado, serie de misterio de Antena 3, el año 2009. Interpretó el papel de una de las profesoras del internado.
Además de participar en series de televisión, también lo ha hecho en múltiples películas. Algunas de ellas son: La mujer del anarquista de Marie Noëlle y Peter Sehr, Body Armour de Gerry Lively, Andalucía de Alain Gomis, Todo está en el aire de David Ciurana y Ángel Penalva, Rottweiler de Brian Yuzna, y Nubes de verano de Felipe Vega, cuya actuación fue reconocida el año 2004 con el Premio Cartelera Turia a la actriz revelación.
Desde 2010 hasta 2013 participó en la serie El barco, de la cadena privada Antena 3, con el papel de Julia Wilson. Montalà, que interpretó a una científica que viaja en el barco en el que se localiza la acción, fue una de las protagonistas de la serie junto a Juanjo Artero, Mario Casas y Blanca Suárez entre otros. En 2013 estrenó la película Alpha, basada en hechos reales, donde interpretó el papel de Sonia.
En 2014 formó parte del reparto secundario de la película Perdona si te llamo amor. Además, también estrenó la serie Hermanos, de Telecinco. En 2016 interpretó a Isabel Osorio en la serie histórica de televisión española Carlos, Rey Emperador. En el cine estrenó Las invasoras de Víctor Conde y La llave de la felicidad de Roger Delmont.
En 2017 vuelve a TV3 para participar en la segunda temporada del thriller Nit i dia. En 2018 apareció en La verdad de Telecinco, interpretando a la inspectora Alicia Costa. También formó parte del elenco de Presunto Culpable de Antena 3 y Félix de Movistar+.
También ha trabajado en diversas obras de teatro como Primera plana, Fedra, Lulú o El Criat.

## Filmografía

### Cine
| Año  | Título                                   | Dirección                    | Personaje | Notas        |
| ---- | ---------------------------------------- | ---------------------------- | --------- | ------------ |
| 1996 | Una piraña en el bidé                    | Carlos Pastor, José Picazo   | África    | Reparto      |
| 1998 | Amic/Amat                                | Ventura Pons                 | Alba      | Reparto      |
| 2001 | Fausto 5.0                               | Àlex Ollé, Isidro Ortiz      | Marta     | Reparto      |
| 2002 | Una casa de locos                        | Cédric Klapisch              | Neus      | Reparto      |
| 2003 | Lo mejor que le puede pasar a un cruasán | Paco Mir                     | Carmela   | Reparto      |
| 2004 | Nubes de verano                          | Felipe Vega                  | Marta     | Reparto      |
| 2004 | Rottweiler                               | Brian Yuzna                  | Ula       | Protagonista |
| 2005 | Las muñecas rusas                        | Cédric Klapisch              | Neus      | Reparto      |
| 2005 | A ras de suelo                           | Carlos Pastor                | Valentina | Protagonista |
| 2006 | Tu vida en 65'                           | María Ripoll                 | Carolina  | Reparto      |
| 2006 | Todo está en el aire                     | David Ciurana, Ángel Penalva | Ana       | Protagonista |
| 2007 | Body Armour                              | Gerry Lively                 | Anna      | Reparto      |
| 2007 | Andalucía                                | Alain Gomis                  | Dounia    | Reparto      |
| 2008 | La mujer del anarquista                  | Marie Noëlle, Peter Sehr     | Pilar     | Reparto      |
| 2012 | Insensibles                              | Juan Carlos Medina           | Anaïs     | Reparto      |
| 2013 | Alpha                                    | Joan Cutrina                 | Sonia     | Reparto      |
| 2014 | Asmodexia                                | Marc Carreté                 | Ona       | Reparto      |
| 2014 | Perdona si te llamo amor                 | Joaquín Llamas               | Elena     | Reparto      |
| 2016 | Las invasoras                            | Víctor Conde                 | Invasora  | Protagonista |
| 2016 | La llave de la felicidad                 | Roger Delmont                | Andrea    | Reparto      |
| 2024 | Faro                                     | Ángeles Hernández            |           | Protagonista |

#### Cortometrajes
- Nunca digas (2011) Como Ana.
- 72 horas
- Una noche en el Cósmico (2021)

### Televisión
| Año       | Serie                    | Cadena             | Personaje        | Notas        |
| --------- | ------------------------ | ------------------ | ---------------- | ------------ |
| 1994      | Poblenou                 | TV3                | Júlia Canals     | Reparto      |
| 1995      | Rosa                     | TV3                | Júlia Canals     | 2 episodios  |
| 1995      | Estació d'enllaç         | TV3                | Iona             | 1 episodio   |
| 1996      | Rosa, punt i a part      | TV3                | Júlia Canals     | Miniserie    |
| 1996      | Rosa, la lluita          | TV3                | Júlia Canals     | 2 episodios  |
| 1996      | Sitges                   | TV3                | Sara             | 1 episodio   |
| 1997      | La Grand Batre           | TV3 France 2       | Faustine         | TV movie     |
| 1998      | Laura                    | TV3                |                  | 1 episodio   |
| 2001      | Temps de silenci         | TV3                | Ingrid           | 1 episodio   |
| 2001      | Carles, príncep de Viana | TV3                | Brianda          | TV movie     |
| 2002      | Night club               | TV3                | Greca            |              |
| 2002      | Mirall trencat           | TV3                | Sofía Valldaura  | Reparto      |
| 2003      | Iris TV                  | TV3                | Sara Fuentes     | TV movie     |
| 2003      | Tempus Fugit             | TV3                | Mònica           | TV movie     |
| 2004      | De moda                  | Telemadrid EiTB    | Natalia          | TV movie     |
| 2004-2005 | Cuéntame cómo pasó       | TVE                | Mila             | Reparto      |
| 2005      | L'ombre d'un crime       |                    | Cécile           | TV movie     |
| 2006-2007 | Mar de fons              | TV3                | Judit Blanchard  | Protagonista |
| 2007      | RIS Científica           | Telecinco          | Ana Galeano      | Protagonista |
| 2008-2009 | Herederos                | TVE                | Mónica           | Reparto      |
| 2009-2010 | El internado             | Antena 3           | Rebeca Benaroch  | Protagonista |
| 2010      | Alakrana                 | Telecinco          | Patricia         | Miniserie    |
| 2011-2013 | El barco                 | Antena 3           | Julia Wilson     | Protagonista |
| 2014      | Hermanos                 | Telecinco          | Esther           | Reparto      |
| 2015      | Nico & Sunset            | YouTube            | Laia             | 3 episodios  |
| 2016      | Carlos, Rey Emperador    | TVE                | Isabel de Osorio | Reparto      |
| 2017      | Nit i dia                | TV3                | Eva Vivancos     | Reparto      |
| 2018      | Félix                    | Movistar+          | Natalia          | 4 episodios  |
| 2018      | La verdad                | Telecinco          | Alicia Costa     | Protagonista |
| 2018      | Presunto Culpable        | Antena 3           | Elena            | Reparto      |
| 2019      | Sí, quedo                | YouTube            | Irene            | Protagonista |
| 2022      | Un asunto privado        | Amazon Prime Video | Margó            | 3 episodios  |
| 2022      | Historias para no dormir | Amazon Prime Video |                  | 1 episodio   |

#### Teatro
- Primera plana.
- Fedra.
- Lulú.
- El criat.

#### Programas
- Jo què sé (2011).
- Password (2010).
- Atrapa un millón (2011).

#### Publicidad
- Estrella Damm - La feina ben feta (2009).
- Casa dels Xuklis  (2010).

## Premios
| Año  | Categoría                        | Premio             | Resultado |
| ---- | -------------------------------- | ------------------ | --------- |
| 2005 | Mejor actriz española revelación | Cartelera Turia    | Ganadora  |
| 2012 | Mejor actriz de serie            | Neox Fan Awards    | Ganadora  |
| 2013 | Mejor actriz de serie            | Celebrities Awards | Ganadora  |